# 1789 au théâtre
| Années du théâtre : 1786 - 1787 - 1788 - 1789 - 1790 - 1791 - 1792    |
| Décennies du théâtre : 1750 - 1760 - 1770 - 1780 - 1790 - 1800 - 1810 |

## Pièces de théâtre représentées
- 4 novembre : Charles IX, ou la Saint-Barthélemy, tragédie de Marie-Joseph Chénier.
- 28 décembre : L'Esclavage des noirs ou l'Heureux naufrage, drame d'Olympe de Gouges, Paris, Théâtre de l'Odéon.

## Naissances
- Jeanne Marie Françoise Ménestrier dite Mademoiselle Minette (†1853).

## Décès
- 5 mai : Giuseppe Baretti, érudit et dramaturge italien, traducteur des pièces de Pierre Corneille en italien, né le 24 avril 1719).
- 19 octobre : Lucretia Wilhelmina van Merken, poétesse et dramaturge néerlandaise, née le 21 août 1721.
- 22 novembre : Friederike Sophie Seyler, actrice et dramaturge allemande, née en 1738.